# Ian Affleck
Ian Affleck  (* 2. Juli 1952 in Vancouver; † 4. Oktober 2024) war ein kanadischer theoretischer Physiker.

## Leben und Werk
Affleck studierte an der Trent University in Peterborough (Ontario) (Bachelor-Abschluss 1975) und der Harvard University, wo er 1976 seinen Master-Abschluss machte und 1979 bei Sidney Coleman promoviert wurde. 1979 bis 1981 war er Junior Fellow in Harvard. 1981 bis 1987 war er Assistant Professor an der Princeton University, unterbrochen von einem Aufenthalt am Kernforschungszentrum in Saclay 1984/85. Er war ab 1987 Professor an der University of British Columbia.
Affleck begann Anfang der 1980er Jahre mit Arbeiten in der Elementarteilchenphysik und Quantenfeldtheorie, zum Beispiel untersuchte er die Rolle von Instantonen in verschiedenen Quantenfeldtheorien. Mit Michael Dine und anderen schrieb er frühe Arbeiten über dynamischen Bruch der Supersymmetrie und entwickelte den Affleck-Dine-Mechanismus zur Baryogenese. Später wandte er sich der Festkörperphysik zu, wo er quantenfeldtheoretische Methoden aus der Elementarteilchenphysik anwandte, wie zum Beispiel konforme Feldtheorien, das Konzept der lokalen Eichinvarianz oder nichtabelsche Bosonisierung. In der Festkörperphysik beschäftigte er sich mit Hochtemperatursupraleitern, niedrigdimensionalen magnetischen Systemen (wie quasi-eindimensionale Antiferromagneten) und magnetischen Störstellen in Metallen (Kondo-Modell) sowie mit Randbedingungen verbundener kritischer Phänomene.
Von 1983 bis 1987 war er Sloan Research Fellow. 1988 erhielt er den Steacie-Preis, 1990 die Hertzberg-Medaille, 1991 die Rutherford Medal, 1992 den Killam Prize und den Jacob Biely Prize und 2012 den Lars-Onsager-Preis. Er war Fellow der Royal Society of Canada und wurde 2002 Fellow der American Physical Society sowie 2010 der Royal Society und 2016 Mitglied der Académie des sciences.
In der Laudatio für die Wahl in die Royal Society wurden seine zahlreichen wegweisenden Beiträge über einen breiten Bereich der theoretischen Physik hervorgehoben.

## Schriften
- Field Theory Methods and Quantum Critical Phenomena. In: Zinn-Justin Brezin (Herausgeber): Fields, Strings and Critical Phenomena. Les Houches Lectures, North Holland 1990, S. 563–640.